# Ferrocarril Metropolità Nord-Sud de Barcelona

Ferrocarril Metropolità Nord-Sud de Barcelona.

El Ferrocarril Metropolità Nord-Sud de Barcelona era un projecte de ferrocarril subterrani que no es va realitzar, de construcció d'una línia de metro a la ciutat de Barcelona. Aquest projecte és l'embrió del projecte de la línia Gran Metro de Barcelona, que sí que es duria a terme anys després.

## Història

### Antecedents
Durant el segle xix, la població de Barcelona es va quintuplicar i arribà als 544.137 habitants l'any 1900, a causa de la industrialització. L'any 1863 es va inaugurar el Ferrocarril de Barcelona a Sarrià (actualment Línia Barcelona-Vallès); i el 1872, la primera línia de tramvies amb tracció animal, des del Pla de la Boqueria a la Vila de Gràcia. Mentrestant, l'any 1863 s'inaugurava la primera línia del metro de Londres, que funcionava amb trens de vapor; i a Lichterfeld (Alemanya), l'any 1881, apareixia el primer ferrocarril elèctric de servei públic. El 1900 el trànsit rodat havia augmentat considerablement i les principals vies s'embussaven sovint.

### Projecte
Pau Muller i Gonçal Zaragoza van sol·licitar l'any 1907 la concessió d'un ferrocarril subterrani a Barcelona, anomenat Ferrocarril Metropolità Nord-Sud de Barcelona, per unir el Parc de la Ciutadella amb la Bonanova, passant subterràniament a través del passeig de Colom, la Rambla, plaça de Catalunya, passeig de Gràcia, carrer Gran de Gràcia, plaça de Lesseps, la muntanya del Putxet i el passeig de Sant Gervasi.
Les estacions que es volien construir eren: Parc (davant França de MZA), Colom (a rambla Santa Mònica), Sant Josep, Plaça de Catalunya, Aragó (baixador de MZA), Jardinets, Josepets, Avinguda del Tibidabo (TB), Bonanova (plaça de la) i tallers i cotxeres a Bonanova.

### Fi del projecte
Tot i l'interès, tant de tècnics com de les autoritats municipals, els autors del projecte no van trobar el finançament necessari per dur-lo a terme i van transferir tots els drets de la concessió al Banco de Vizcaya. El 1920 el Banco de Vizcaya va decidir reprendre el projecte pel progressiu augment del tràfic de la xarxa de tramvies, la inauguració del metro de Madrid i l'interès generat per la construcció del Metro Transerval. Banco de Vizcaya va aconseguir la concessió per a 99 anys el 1921 i va crear juntament amb altres empreses la societat Gran Metropolità de Barcelona S.A. (GMB).
Al cap de poc d'iniciar-se les obres al juliol de l'any 1921, la societat GMB va presentar un projecte de modificació del traçat modificant els dos extrems de la línia que va ser aprovat per la Divisó de Ferrocarrils el 1922. Per un extrem se situava l'estació terminal a la plaça de Lesseps en comptes d'al passeig de Sant Gervasi, ja que els darrers anys s'havien construït diverses línies de tramvies a la zona i GMB volia sol·licitar la concessió d'una nova línia que hi passés. A l'altre extrem modificava el projecte inicial per la construcció d'una nova línia que s'iniciés a passeig de Gràcia fins al Portal de Mar, ja que la construcció dels túnels al llarg del passeig de Colom es veia complicada perquè el subsòl està format per blocs de pedra de l'antiga escullera i podria causar filtracions d'aigua. El traçat d'aquesta es preveia per la ronda de Sant Pere i Via Laietana. A Laietana aprofitaria els túnels ja existents que va construir l'Ajuntament de Barcelona el 1908 durant el Pla de Reforma de la Ciutat i que encara no s'havien utilitzat. GMB va adquirir els túnels per 800.000 pessetes i, a més, havia de pagar a l'Ajuntament un cànon anual de 45.000 pessetes i una participació de l'explotació de la línia.